# 分居
分居是指伴侶或親屬停止同居生活。主要原因有三：第一為正處理離婚手續；二為婚姻關係增加前景；第三則為增進婚姻關係。有專家指出6個月的分居是最佳的時間長度，因為這段時間足夠建立第二個住家和透視婚姻前景，但不足夠作為永久分開。分居可以非正式進行，但亦可以透過分居協議以開展合法分居。在華語地區而言，分居一詞主要指單方面申請離婚手續後的一段時間，而在美國多數州份如維珍尼亞州亦然。